# خوان گابریل ریواس
خوان گابریل ریواس (انگلیسی: Juan Gabriel Rivas؛ زادهٔ ۱۴ اوت ۱۹۹۲) بازیکن فوتبال اهل آرژانتین است.